# 薩哈爾特邁河
薩哈爾特邁河是俄羅斯的河流，屬於因迪吉爾卡河的右支流，由薩哈共和國負責管轄，河道全長125公里，流域面積約3,500平方公里，河水主要來自融雪和雨水。